# BIKEINA TV
『BIKEINA TV』（ビケイナティービー）は、2008年4月4日から2009年3月27日まで中部日本放送（CBC）で放送された情報番組。松坂屋の一社提供。

## 概要
「“美”と“健康”という女性にとって必要不可欠な要素をメインに、美形なライフスタイルを提唱する」ことをモットーにしていた生放送の情報番組である。特集のテーマも最新のファッション情報やメイク情報、その他季節に合わせた話題など、女性向けのものが圧倒的に多かった。また、ランチタイム前の11時台に放送されていたこともあり、地元名古屋のグルメ情報も多く取り上げていた。加えて放送曜日が金曜日であるため、週末に合う高級感漂う店を紹介することが多かった。女性がターゲットの番組であるためか、スタッフも女性が多かった。キャッチコピーは「私の中の actress が、目を覚ます」。
番組タイトルは、愛知県名古屋市中区の松坂屋本店南館2階にある「BIKEINA CAFE」から公開生放送を行っていたことに由来する。この店は、番組の生放送中も平常通りに営業していた。スポンサーの松坂屋は、この番組の放送開始前までは長年CBCラジオで放送されていた『0時半です松坂屋ですカトレヤミュージックです』を提供していたが、カトレヤミュージックが2008年3月30日で終了するのに伴い、提供枠をテレビ番組であるこの番組へと移した。なお、かつてはカトレヤミュージックも松坂屋南館からの公開生放送を実施していた。

## 放送時間
時刻はいずれもJST。再放送は本放送とは異なり、ノンスポンサーで放送されていた。

### 本放送
- 毎週金曜 10:50 - 11:20 （2008年4月4日 - 2009年3月27日）

### 再放送
- 毎週金曜 26:00 - 26:30 （2008年10月17日 - 2009年2月6日）
- 毎週金曜 26:05 - 26:35 （2009年2月13日 - 2009年3月27日） - 25:25枠でミニ番組がスタートしたため、以後は5分繰り下げて放送。

## 出演者
- 浅越ゴエ（ザ・プラン9）
- 丸山蘭那（CBCアナウンサー）
- ほか

## 番組公式サイトについて
現在でも閲覧可能な番組公式サイトには、番組本編で放送された特集の内容がジャンルごとに掲載されている。ただし、過去の放送内容のアーカイブは無く、各特集ともに最終放送日の内容のみが掲載されている。これらのほか、番組本編で丸山蘭那が着ていた衣装を写真付きで紹介する『今日のランナ』などのコーナーも設けられている。丸山が着ていた衣装は、ここで紹介されている店で購入することができた。公式サイト併設の掲示板に寄せられる視聴者からの意見には、プロデューサーが返信することが多かった。
対して携帯電話向けの公式サイトでは、ワンセグの機能を活かして当日の放送内容を元にしたモバイルアンケートを実施していた。